# Джулія Шанель
Джу́лія Шане́ль (англ. Julia Channel, при народженні Піне́ль; нар. 3 листопада 1973 року, Париж, Франція) — французька фотомодель і акторка, колишня порноакторка. Авторка автобіографії.

## Життєпис

### Порноіндустрія
В порноіндустрію потрапила через німецького продюсера Нілсена Моліторе. Популярності набула в Лос-Анджелесі. Після близько року в США переїхала до Італії. До Франції повернулася вже порнозіркою, взявши участь у багатьох порнофільмах відомих режисерів — Марк Дорсель у Франції, Джон Леслі та Ед Пауерс в США, Маріо Сальєрі в Італії, Ніл Молітор у Німеччині. 
Зніматися в порнофільмах закінчила в 1997 році, однак продовжувала брати участь в еротичних шоу багатьох країн — Франція, Італія, Німеччина, США.

### Телебачення, музика, література
У 1996 році з'явилася на телебаченні. Вона брала участь «Трюфель» (Les Truffes) Бернара Ное з Жаном Рено, в «Братах» (Freres) Олів'є Дахау, а також у фільмі «Трохи пороку» (Coup de Vice) Патріка Леві разом з Самі Насері. Разом з Джакала Джеєт протягом двох років вела на телебаченні шоу «Крупний план», після чого створила власну телепередачу Дарчі написи. У 1999 році від телеканалу Canal+ отримала пропозицію вести шоу Шоу Джулії Шанель. 
Попрацювавши на телебаченні, запропонувала директору музичних програм MCM вести програму про хіп-хоп і R'n'B. Телепередача отримувала високі рейтинги. Брала участь у зйомках кліпів Menelik «Bye Bye», Method Man «Judgment day», Stomy Bugsy «Ho le le», Silmaris "Cours Vite ". Також її вокал можна почути на альбомах Driver «Le Grand Chelem» і Joey Starr «Authentik».
У 28 років написала автобіографію.

## Нагороди
- 1998 — Hot d'OR — головна нагорода